# Rade Šerbedžija

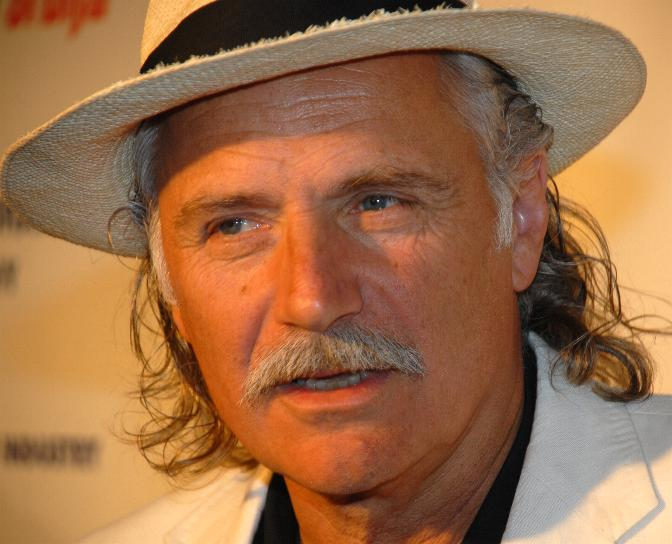
Rade Šerbedžija (2007)

Rade Šerbedžija (* 27. Juli 1946 in Bunić bei Gospić, Jugoslawien) ist ein kroatisch-slowenisch-nordmazedonischer Schauspieler und Sänger. Er wird auch oft als Rade Sherbedgia geführt.

## Leben und Karriere
Šerbedžija wurde im Dorf Bunić in der Region Lika in Kroatien, damals Teil Jugoslawiens, geboren. Seine Eltern waren ethnische Serben, die im Zweiten Weltkrieg als Partisanen kämpften. Er wurde als Atheist erzogen. Wegen seiner serbischen Herkunft war Šerbedžija in Kroatien teilweise Anfeindungen ausgesetzt, weswegen er unter anderem einen öffentlichen Brief an das Ministarstvo Hrvatskih Branitelja (Veteranenministerium) richtete und zu seiner Lage zwischen den Fronten Stellung bezog.
Rade Šerbedžija absolvierte seine schauspielerische Ausbildung in Zagreb. Schon als Student übernahm er Hauptrollen in verschiedenen Theater- und Filmproduktionen. Ab den 1970er- bis in die 1990er-Jahre spielte er in vielen jugoslawischen Filmen Hauptrollen. Größere internationale Aufmerksamkeit erlangte er erstmals 1994, als er für seine Hauptrolle in dem Drama Vor dem Regen bei den Filmfestspielen von Venedig in der Kategorie Bester Schauspieler ausgezeichnet wurde.
Gegen Ende der 1990er-Jahre wandte er sich vermehrt internationalen Filmproduktionen zu und wirkte in vielen Hollywood-Filmen mit. In seinen Rollen im internationalen Kino stellte er in Nebenrollen meist Osteuropäer dar. Unter anderem spielte er einen dubiosen Kostümhändler in Stanley Kubricks Eyes Wide Shut (1999), den ermordeten Biochemiker in Mission: Impossible II (2000), den Mafioso Boris the Blade in Snatch – Schweine und Diamanten (2000) und einen sowjetischen General in  X-Men: Erste Entscheidung (2011). In Harry Potter und die Heiligtümer des Todes – Teil 1 (2011) verkörperte er in einem Kurzauftritt Gregorowitsch, Händler von Zauberstäben. Im Fernsehen spielte er unter anderem eine feste Rolle als Ex-Sowjet-General Dmitri Gredenko in der sechsten Staffel der Actionserie 24.
2017 wurde er in die Academy of Motion Picture Arts and Sciences (AMPAS) aufgenommen, die jährlich die Oscars vergibt.

### Privates
Šerbedžija besitzt sowohl die kroatische als auch die slowenische Staatsbürgerschaft und lebt derzeit in den Vereinigten Staaten und teilweise auf der Insel Brijuni, wo er mit seiner Frau das Ulysses-Theater betreibt. Er lebte im Laufe seines Lebens in Kroatien, Serbien, Slowenien, Großbritannien und den Vereinigten Staaten. Aus seiner jetzigen Ehe mit der serbischen Regisseurin Lenka Udovički hat er drei Töchter, Nina, Milica Alma und Vanja. Aus erster Ehe mit der aus Zagreb stammenden Choreografin Ivanka Cerovac hat er einen Sohn, Danilo, der Regisseur ist und eine Tochter, Lucija, welche Schauspielerin ist.
Rade Šerbedžija ist Unterzeichner der 2017 veröffentlichten Deklaration zur gemeinsamen Sprache der Kroaten, Serben, Bosniaken und Montenegriner.
Šerbedžija bezeichnet sich selbst als Jugonostalgiker und betont, dass er im sozialistischen Jugoslawien besser gelebt habe, als es heute in den Nachfolgestaaten möglich sei.

## Filmografie (Auswahl)

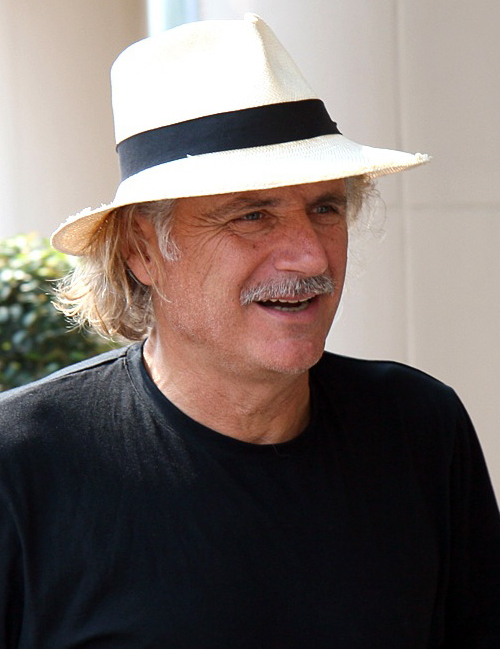
Rade Šerbedžija (2007)

- 1969: Die im Dreck krepieren (Gott mit uns (Dio è con noi))
- 1985: Das Leben ist schön (Život je lep)
- 1994: Vor dem Regen (Before the Rain)
- 1997: Die Atempause (La tregua)
- 1997: The Saint – Der Mann ohne Namen (The Saint)
- 1998: Mein großer Freund Joe (Mighty Joe Young)
- 1999: Stigmata
- 1999: Eyes Wide Shut
- 2000: Snatch – Schweine und Diamanten (Snatch.)
- 2000: Mission: Impossible II
- 2000: Space Cowboys
- 2002: Der stille Amerikaner (The Quiet American)
- 2003: Quicksand – Gefangen im Treibsand (Quicksand)
- 2004: Eurotrip
- 2004: The Fever
- 2005: The Fog – Nebel des Grauens (The Fog)
- 2005: Batman Begins
- 2006: The Optimist – Eine Familie mit besonderer Note (The Elder Son)
- 2006: Surface – Unheimliche Tiefe (Surface, Fernsehserie)
- 2007: Gefallene Engel 2
- 2007: Moonlight (nur im Pilotfilm)
- 2007: Battle in Seattle
- 2007: Shooter
- 2007: Liebesleben
- 2007: 24 (Fernsehserie, Staffel 6)
- 2008: The Eye
- 2008: Quarantäne (Quarantine)
- 2009: The Code – Vertraue keinem Dieb (Thick as Thieves)
- 2009: Middle Men
- 2009: CSI: Miami (Fernsehserie, 2 Folgen)
- 2010: Harry Potter und die Heiligtümer des Todes – Teil 1 (Harry Potter and the Deathly Hallows: Part 1)
- 2010: Kao rani mraz (An Early Frost)
- 2011: 5 Days of War
- 2011: X-Men: Erste Entscheidung (X-Men: First Class)
- 2011: In the Land of Blood and Honey
- 2012: Venezianische Freundschaft (Io sono Li)
- 2012: Die vierte Macht
- 2012: 96 Hours – Taken 2 (Taken 2)
- 2013: Red Widow (Fernsehserie, 8 Folgen)
- 2013: Cry of the Butterfly
- 2014: Tekken 2: Kazuya’s Revenge
- 2014: The Legend of Hercules
- 2014: Downton Abbey
- 2016: The Promise – Die Erinnerung bleibt (The Promise)
- 2016: The Five (Fernsehserie, 6 Folgen)
- 2017, 2019: The Blacklist (Fernsehserie, 2 Folgen)
- 2018: Proud Mary
- 2018–2019: Strange Angel (Fernsehserie, 12 Folgen)
- 2021: Payback – Gesetz der Rache (Payback)
- 2022: Slow Horses – Ein Fall für Jackson Lamb (Slow Horses, Fernsehserie, 4 Folgen)
- 2024: Air Force One Down: Die Agentin des Präsidenten (Air Force One Down)
- 2024: Hunyadi – Aufstieg zur Macht (Rise of the Raven, Fernsehserie, Folge 1x01)

## Diskografie
- 2010: Rade Šerbedžija & Miroslav Tadić: Ponekad Dolazim, Ponekad Odlazim mit Daniel Rosenboom, Jonathan Schwarz, April Guthrie, Chris Garcia

### Singles (Auswahl)
- 1992: Neču protiv druga svog (mit Ceca)
- 2000: Ni U Tvom Srcu (mit Kemal Monteno)
- 2014: Meni Se Dušo Od Tebe Ne Rastaje
- 2019: Ne okreći se, sine

## Auszeichnungen
- 1994: Filmfestspiele von Venedig Bester Schauspieler (Vor dem Regen)
- 1996: New Zealand Film and TV Awards Bester Schauspieler (Broken English)
- 2006: Monaco International Film Festival Bester Schauspieler (Short Order)
- 2007: Rome Film Fest Bester Schauspieler (Fugitive Pieces)
- 2008: Satellite Awards Bester Nebendarsteller (Fugitive Pieces)
- 2008: Nominierung – Vancouver Film Critics Circle Bester Nebendarsteller in einem kanadischen Film (Fugitive Pieces)
- 2009: Nominierung – Genie Awards Bester Nebendarsteller (Fugitive Pieces)
- 2012: Tetouan International Mediterranean Film Festival Bester Schauspieler (Io sono Li)